# Meena Keshwar Kamal

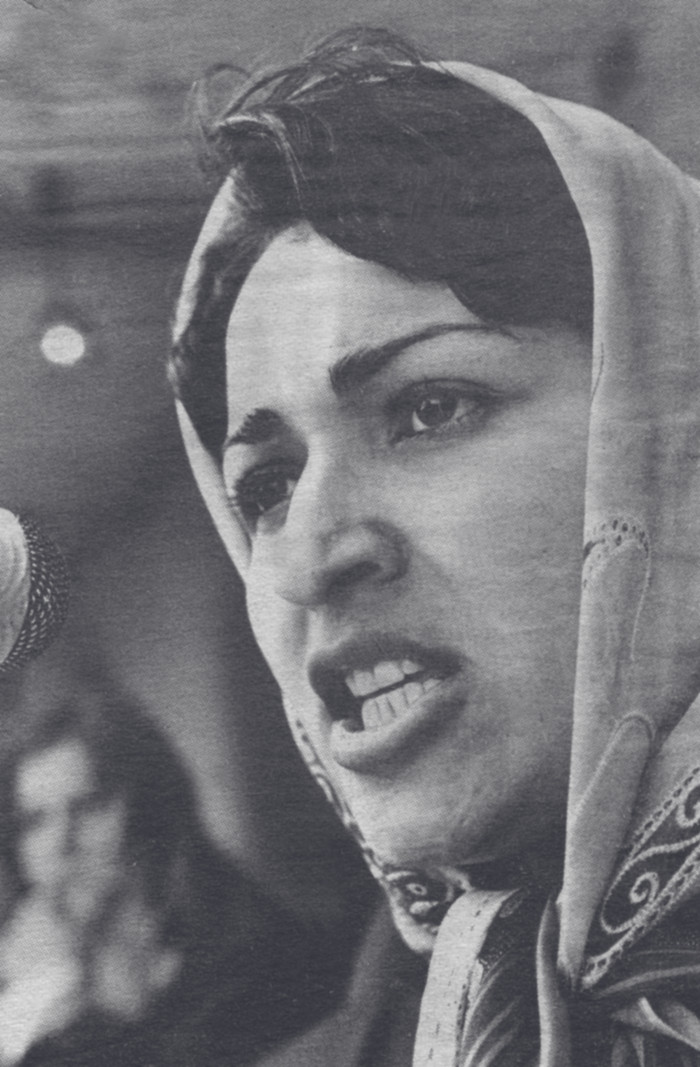
Meena Keshwar Kamal

Meena Keshwar Kamal; paschtunisch مینا کشور کمال, auch bekannt als „Meena“ (* 27. Februar 1956; † 4. Februar 1987) war eine afghanische Frauenrechtlerin und Gründerin der Revolutionary Association of the Women of Afghanistan (RAWA).

## Kindheit, Studienzeit und Beginn der politischen Aktivitäten
Meena Keshwar Kamal, Tochter eines Architekten, besuchte in Kabul eine am französischen Bildungssystem orientierte Schule und wurde, wie viele Frauenrechtlerinnen, von Jeanne d’Arcs Geschichte inspiriert.
Als Studentin an der Kabuler Universität gründete sie 1977 die Revolutionary Association of the Women of Afghanistan (RAWA). Die Treffen mussten geheim gehalten werden, denn es war nicht üblich, dass Frauen sich mit Menschen trafen, die nicht zu ihrer Familie gehörten. Unter einer Burka versteckte die Aktivistin verbotene Bücher und Broschüren vor der Polizei und den Fundamentalisten.
Meena Keshwar Kamal war mit dem maoistischen Politiker und Doktor der Medizin Faiz Ahmad verheiratet, den sie an der Universität kennenlernte und der ihre politischen Bestrebungen unterstützte.

## Leben nach der Saurrevolution
Nach der Saurrevolution von 1978, einem von Mitgliedern der sowjetnahen kommunistischen afghanischen Volkspartei durchgeführten Staatsstreich, wurden Intellektuelle und andere Gegner des neuen Regimes verfolgt. Faiz Ahmad floh nach Pakistan, Meena Keshwar Kamal versteckte sich in Afghanistan, lebte teilweise in Männerkleidern oder trug eine Burka und brachte in dieser Zeit ein Kind zur Welt. Nach dem Einmarsch der Sowjetunion 1979 wurden die Frauenrechte zwar gestärkt, doch erfolgte dies auf Veranlassung einer ausländischen Macht. Aktivistinnen wie Meena Keshwar Kamal standen zwischen ihrer Ablehnung des islamischen Fundamentalismus und ihrem patriotischen Widerstand gegen die Invasion.

## Öffentlichkeitsarbeit
1981 begründete Meena Keshwar Kamal die Frauenzeitschrift Payam-e-Zan (Botschaft der Frauen). Diese setzte sich auf internationaler Ebene für ein freies und demokratisches Afghanistan ein und dokumentierte die Ausschreitungen des Regimes. 1982 besuchte die Aktivistin Europa und trat in Frankreich, Belgien, den Niederlanden, Deutschland und Norwegen für die afghanischen Frauen ein.

## Umzug nach Quetta und Einsatz für Flüchtlinge
1982 zog Meena Keshwar Kamal ins pakistanische Quetta an der pakistanisch-afghanischen Grenze und gründete Schulen, Waisenhäuser, ein Krankenhaus und Handwerkszentren für die Flüchtlinge aus ihrem Heimatland. Dass an diesen Schulen Jungen und Mädchen unterrichtet wurden, war den Fundamentalisten ein Dorn im Auge. Sie diskreditierten die Frauen um Meena Keshwar Kamal wegen des Einsatzes für Demokratie und Frauenrechte als islamische Prostituierte und Lesben.  Faiz Ahmad konnte Meena Keshwar Kamal in Quetta besuchen, sie bekamen Zwillinge. Faiz Ahmad wurde gefangen genommen, gefoltert und 1986 vermutlich von Fundamentalisten getötet.

## Tod
Unter ungeklärten Umständen brach die Aktivistin nach dem Erhalt einer Nachricht mit unbekanntem Inhalt am 4. Februar 1987 zusammen mit einem Fahrer und einem Begleiter auf. Alle drei verschwanden. Sechs Monate später wurden zwei Männer wegen eines anderen Verbrechens verhaftet und gestanden, die drei ermordet und die Leichen im Garten eines Hauses in Quetta versteckt zu haben. Die Mörder wurden von den pakistanischen Behörden in einem Gefängnis in Baluchistan gehenkt, ohne wegen des Mordes an Meena Keshwar Kamal und ihren Begleitern angeklagt worden zu sein. Man nimmt an, dass die beiden Männer Agenten der Sowjets oder des fundamentalistischen Führers Gulbuddin Hekmatyār waren; Letzterer war vermutlich auch für den Tod von Faiz Ahmad verantwortlich.